# Zinaida Voronina
Zinaida Borisovna Družinina, coniugata Voronina (in russo Зинаида Борисовна Дружинина-Воронина?; Joškar-Ola, 10 dicembre 1947 – Balašicha, 17 marzo 2001), è stata una ginnasta sovietica, dal 1991 russa.

## Palmarès

### Olimpiadi
- 4 medaglie:
  - 1 oro (Città del Messico 1968 a squadre)
  - 1 argento (Città del Messico 1968 nell'all-around)
  - 2 bronzi (Città del Messico 1968 nel volteggio; Città del Messico 1968 nelle parallele asimmetriche)

### Mondiali
- 6 medaglie:
  - 1 oro (Lubiana 1970 a squadre)
  - 1 argento (Dortmund 1966 a squadre)
  - 4 bronzi (Dortmund 1966 nel corpo libero; Lubiana 1970 nell'all-around; Lubiana 1970 nelle parallele asimmetriche; Lubiana 1970 nel corpo libero)

### Europei
- 3 medaglie:
  - 1 argento (Amsterdam 1967 nell'all-around)
  - 2 bronzi (Amsterdam 1967 nella trave; Amsterdam 1967 nel corpo libero)